# Robert Hayles
Robert "Rob" Hayles (Portsmouth, Hampshire, 21 de gener de 1973) és un ciclista anglès, professional des del 1995 fins al 2011.
Especialista en el ciclisme en pista, modalitat en la qual ha aconseguit els seus èxits esportius més importants. Ha estat campió del món en Persecució per equips i Madison. En les mateixes proves ha obtingut tres medalles olímpiques.

## Palmarès en pista
- 1994
  -  Campió del Regne Unit de Madison, amb Bryan Steel
- 1996
  -  Campió del Regne Unit de Puntuació
- 1997
  -  Campió del Regne Unit de Puntuació
  -  Campió del Regne Unit de Persecució
- 1998
  -  Campió del Regne Unit de Puntuació
  -  Campió del Regne Unit de Persecució
  -  Campió del Regne Unit de Madison, amb Jonny Clay
- 1999
  -  Campió del Regne Unit de Puntuació
  -  Campió del Regne Unit de Persecució
  -  Campió del Regne Unit de Madison, amb Bradley Wiggins
- 2000
  -  Medalla de bronze als Jocs Olímpics de Sydney en persecució per equips, amb Chris Newton, Paul Manning, Bradley Wiggins, Bryan Steel i Jonny Clay
  -  Campió del Regne Unit de Persecució
- 2001
  -  Campió del Regne Unit de Puntuació
- 2004
  -  Medalla de plata als Jocs Olímpics d'Atenes en persecució per equips, amb Chris Newton, Paul Manning, Bradley Wiggins, Bryan Steel i Steve Cummings
  -  Medalla de bronze als Jocs Olímpics d'Atenes en madison, amb Bradley Wiggins
- 2005
  -  Campió del món de persecució per equips, amb Steve Cummings, Paul Manning i Chris Newton
  -  Campió del món de madison, amb Mark Cavendish
- 2006
  -  Medalla d'or en la prova de persecució per equips dels Jocs de la Commonwealth, amb Steve Cummings, Paul Manning i Chris Newton

### Resultats a laCopa del Món
- 2004
  - 1r a Sydney i Manchester, en Persecució per equips
- 2004-2005
  - 1r a Manchester, en Persecució per equips
- 2005-2006
  - 1r a Sydney, en Persecució
- 2006-2007
  - 1r a Manchester, en Persecució per equips
- 2008-2009
  - 1r a Manchester, en Persecució per equips

## Palmarès en ruta
- 1996
  - Vencedor d'una etapa al Tour de Langkawi
- 1999
  - Vencedor de 2 etapes al Cinturó a Mallorca
  - Vencedor d'una etapa al Prudential Tour
- 2000
  - Vencedor d'una etapa al Circuit des Mines
- 2004
  - Vencedor d'una etapa al Tour de Normandia
- 2005
  -  Campió del Regne Unit en contrarellotge per equips, amb Chris Newton i Paul Manning
- 2008
  -  Campió del Regne Unit en ruta
  - 1r al Beaumont Trophy